# شاطئ المرح (فلم)
شاطئ المرح هو فيلم مصري غنائي من إنتاج سنة 1967.

## قصة الفيلم
رفعت (عبد المنعم مدبولي) رجل محافظ يخشى على ابنته نورا (نجاة) من نوايا الشباب، لذلك يكلف حسام (حسن يوسف) ابن أحد أصدقائه بمراقبتها عند ذهابها في رحلة إلى الإسماعيلية مع صديقاتها.

## أغاني الفيلم
غنت نجاة في الفيلم ع اليادي، وآه لو تعرف، والقريب منك بعيد، وهذه الأخيرة تُعتبر من أشهر أغانيها، وجميع هذه الأغاني من كلمات حسين السيد، ولحن محمد عبد الوهاب. كما غنى ثلاثى أضواء المسرح (سمير غانم، و الضيف أحمد، و جورج سيدهم) فقرة غنائية ظريفة هي «جمبري مشوي».

## المصدر
محمود قاسم، موسوعة الأفلام الروائية في مصر والعالم العربي، الجزء الثاني، الهيئة المصرية العامة للكتاب، 2006.

## وصلة خارجية
صفحة الفيلم على قاعدة بيانات الأفلام العربية.

## روابط خارجية
- مقالات تستعمل روابط فنية بلا صلة مع ويكي بيانات